# 卢卡什·克拉伊切克
卢卡什·克拉伊切克（捷克語：Lukáš Krajíček，1983年3月11日—），捷克男子冰球运动员，场上位置是后卫。他曾代表捷克国家队参加2014年冬季奥林匹克运动会冰球比赛，获得第六名。